# Chlapacz

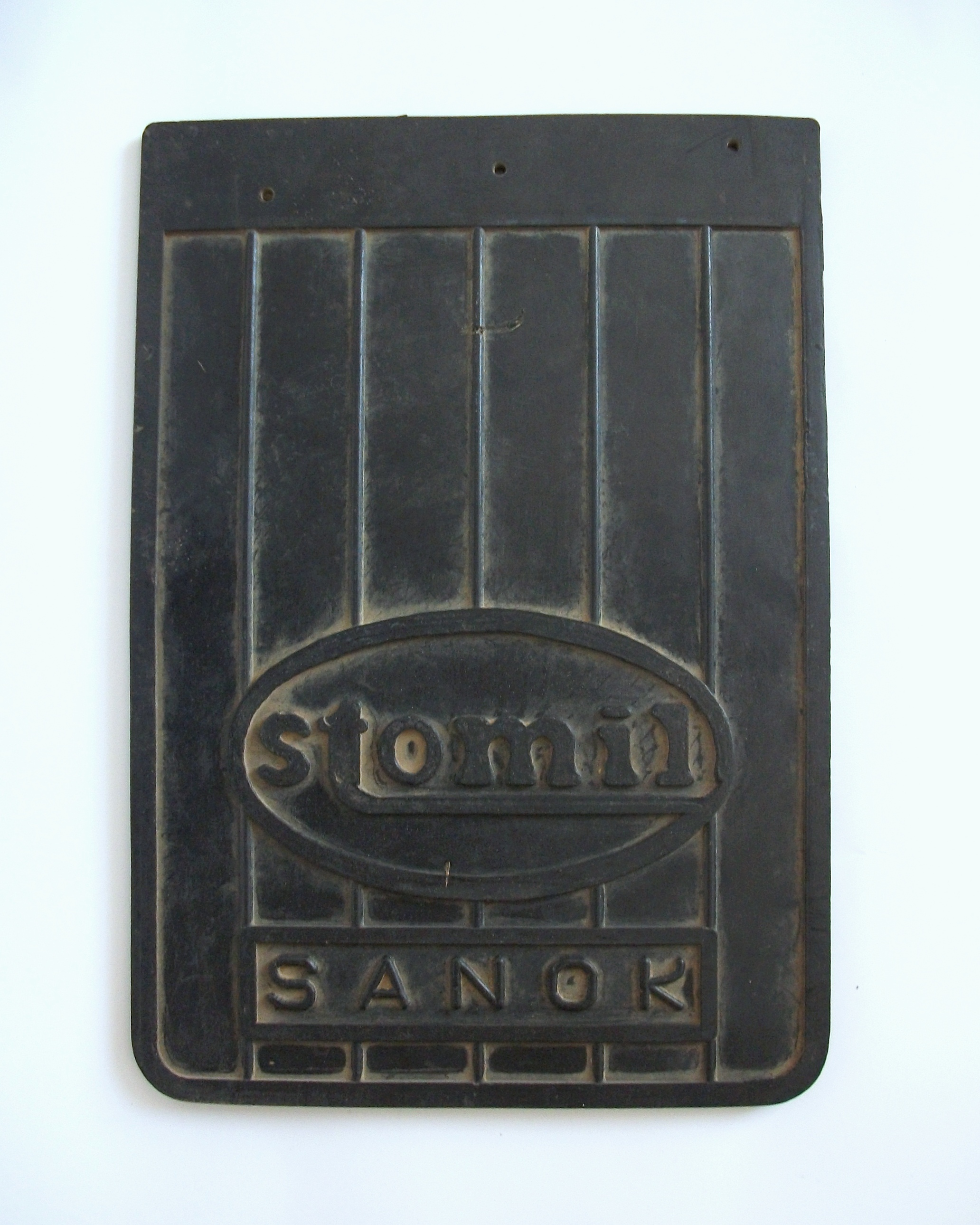
Chlapacz produkcji Stomil Sanok

Chlapacz samochodowy – element montowany seryjnie lub dodawany opcjonalnie do samochodu, który ma na celu ochronę nadwozia przed kamieniami, wodą, błotem.
Montowany jest za kołami samochodu przy jednej lub przy obu osiach.
Szczególne zastosowanie dla chlapacza znalazło się w rajdach samochodowych, które często odbywają się na drogach szutrowych. Chlapacz ma za zadanie ochronić nie tylko nadwozie samochodu, ale przede wszystkim kibiców przed wylatującym spod kół żwirem czy kamieniami.
Chlapacze samochodowe występują jako gumowe lub plastikowe.
Wadą zastosowania chlapacza w samochodzie jest gromadzenie się między nim a nadwoziem różnego rodzaju zanieczyszczeń, np. piachu lub soli w warunkach zimowych.
Kolejną wadą jest możliwość zahaczenia chlapaczem np. o krawężnik, a co za tym idzie urwanie go oraz uszkodzenie lakieru w miejscu montażu.